# Turbinicarpus pseudomacrochele
Turbinicarpus pseudomacrochele (Backeb.) Buxb. & Backeb. es una especie fanerógama perteneciente a la familia Cactaceae. 

## Distribución
Es endémica de Hidalgo y Querétaro en México. Su hábitat natural son los áridos desiertos.  Es una especie común en áreas localizadas.

## Descripción
Es una planta perenne carnosa y globosa con tallos armados de espinas, de color verde y con las flores de color blanco, amarillo, rojo y púrpura.

## Nombre común
- Español: Biznaguita

## Sinonimia
- Strombocactus pseudomacrochele
- Toumeya pseudomacrochele
- Neolloydia pseudomacrochele
- Kadenicarpus pseudomacrochele
- Pediocactus pseudomacrochele
- Toumeya krainzianus
- Turbinicarpus krainzianus
- Pediocactus pseudomacrochele
- Neolloydia krainziana
- Turbinicarpus krainzianus